# Marcela Feudale
Marcela Feudale (Buenos Aires, 11 de diciembre de 1962) es una periodista, locutora de radio, profesora licenciada en historia y ocasionalmente actriz argentina. 
Es mayormente conocida por ser la histórica locutora del recordado programa de humor Videomatch y de su continuación Showmatch, todas ellas fueron conducidas por Marcelo Tinelli.

## Carrera
Feudale egresó del COSAL (Instituto Superior de las Comunicaciones Sociales) en 1984. Egresada como licenciada y profesora en Historia en la Universidad de El Salvador (en la cual también trabajó como docente) ejerció en breve tiempo hasta 1992, año en el que se incorpora al equipo y elenco del recordado programa de humor Videomatch, cuyo presentador, y posteriormente, productor; es el presentador y productor de televisión, entonces locutor de radio, periodista y dirigente deportivo, empresario y filántropo Marcelo Tinelli. 
Hizo cursos de maestría en historia en la Universidad Torcuato Di Tella y estudió periodismo en  el Instituto Grafotecnico.
En televisión se hizo conocida por muchos por ser una de las voces en off de este programa, comenzando a trabajar allí en el año 1992 hasta su fin, en 2004. Pero, con el transcurrir de los años, junto con Raúl "Larry de Clay" Biaggioni, Jorge "Carna" Crivelli y Walter "Chino" D'Angelo, siguieron trabajando con Marcelo en la polémica continuación de este programa, Showmatch, controversial programa que emitió durante casi 16 años y ha causado más de una controversia por sus polémicas versiones de varios realities show artísticos de la reconocida cadena mexicana Televisa. 
Además, participó en dos ocasiones en una de ellas, el controvertido reality de baile Bailando por un sueño Argentina, en una como reemplazante, y en otra como participante titular, en este último hizo que aumentara su nivel de exposición.
Aparte de trabajar como voz en off en estos dos recordados programas (parte de la franquicia), Marcela trabajó en otros programas de televisión, entre ellos, en numerosos programas de espectáculos en dónde ella fue panelista como Infama (2011-2015), Intratables (2013), Confrontados (2017), Implacables (2017-2019) con Susana Roccasalvo, y LAM (desde 2023) con Ángel de Brito, entre muchos otros.
En 2009, debutó como actriz en una obra de teatro realizado por el Teatro Coral en Villa Carlos Paz, en Córdoba, en dónde además, compartió escenario con Moria Casán, Luis Ventura, Nazarena Vélez, Juan Acosta, Fernanda Vives y su excompañero de Videomatch, Naím "Turco" Sibara, entre muchos otros.
En 2022, regresó a la televisión, esta vez, como voz en off del reality-concurso de canto Canta conmigo ahora, programa que sería el último que haría Marcelo Tinelli en su carrera comunicacional antes de su adiós a El Trece y de lo que sería su retiro temporal.
En 2023 formó parte del staff del Bailando y actualmente es panelista/locutora de los “Ángeles de la mañana” en América TV

## Vida privada
Ante rumores acerca de su sexualidad tras confesar no tener una relación estable, la locutora ratifico el ser heterosexual.

## Premios
En 1995 ganó el Premio Martín Fierro '94 como Mejor Labor Femenina en Radio por su trabajo en el programa Movida 360, que se emitió por Radio Rivadavia. Dicha terna la compartío con Viviana Haye (El club de la tarde- Radio Mitre y con Marcela Oviedo Montserrat (La tarde de la 100- FM 100). En el 2018 recibió otra nominación por Show Attack pero el premio finalmente se lo llevó Moria Casán por A la radio con Moria.

## Programas de televisión
| Televisión                | Televisión                 | Televisión              | Televisión |
| Año                       | Programa                   | Rol                     | Canal      |
| ------------------------- | -------------------------- | ----------------------- | ---------- |
| 1992-2004                 | Videomatch                 | Locutora                | Telefe     |
| 2005                      | Showmatch                  | Locutora                | Canal 9    |
| 2006-2017                 | Showmatch                  | Locutora                | eltrece    |
| 2007-2008                 | Patinando por un sueño     | Locutora                | eltrece    |
| 2008-2019                 | Bailando por un sueño      | Locutora                | eltrece    |
| 2011                      | Bailando por un sueño      | Locutora                | eltrece    |
| Participante de reemplazo | Bailando por un sueño      |                         | eltrece    |
| 2012                      | Bailando por un sueño      | Participante            | eltrece    |
| 2011-2015                 | Infama                     | Panelista               | América TV |
| 2011-2012                 | Cantando por un sueño      | Locutora                | eltrece    |
| 2012                      | Este es el show            | Panelista               | eltrece    |
| 2013                      | Intratables                | Panelista               | América TV |
| 2016                      | Canta si puedes            | Locutora                | eltrece    |
| 2017                      | Confrontados               | Panelista               | El nueve   |
| 2017-2019                 | Implacables                | Panelista               | El nueve   |
| 2022                      | Canta conmigo ahora        | Locutora                | eltrece    |
| 2023-presente             | LAM                        | Panelista               | América TV |
| 2023-presente             | LAM                        | Locutora                | América TV |
| 2023-2024                 | Bailando 2023              |                         | América TV |
| 2024                      | El run run del espectáculo | Conductora de reemplazo | Crónica TV |
| 2025-presente             | Duro de domar              | Panelista               | C5N        |
| 2025                      | Indomables                 | Conductora de reemplazo | C5N        |

## Radio
- 2021: La Vuelta de Marcela. Emitido por Radio Magna AM 680
- 2021: Elecciones. Emitido por FM Cielo
- 2020: Vuelta a clases 2, por FM Cielo (103.5). Junto a Albino Aguirre.
- 2018: Feudale Café. Emitido por FM Cielo (103.5), en La Plata.
- 2018: Show Attack. Emitido por Radio Uno (103.1).
- 2004: "Selección Mega". Emitido por Mega (98.3).
- 2003: La otra cara junto a Marisa Brel.
- 1994: Movida 630
- 1989/1990: Los 40 Principales
- 1989: 13/20

## Teatro
- 2009: What Pass Carlos Paz?.